# Municipio de Rubicon (Míchigan)
El municipio de Rubicon (en inglés: Rubicon Township) es un municipio ubicado en el condado de Huron en el estado estadounidense de Míchigan. En el año 2010 tenía una población de 732 habitantes y una densidad poblacional de 5,58 personas por km².

## Geografía
El municipio de Rubicon se encuentra ubicado en las coordenadas 43°55′6″N 82°41′17″O / 43.91833, -82.68806. Según la Oficina del Censo de los Estados Unidos, el municipio tiene una superficie total de 131.28 km², de la cual 61,34 km² corresponden a tierra firme y (53,27 %) 69,94 km² es agua.

## Demografía
Según el censo de 2010, había 732 personas residiendo en el municipio de Rubicon. La densidad de población era de 5,58 hab./km². De los 732 habitantes, el municipio de Rubicon estaba compuesto por el 96,45 % blancos, el 1,09 % eran amerindios, el 0,14 % eran asiáticos, el 0,41 % eran de otras razas y el 1,91 % eran de una mezcla de razas. Del total de la población el 2,19 % eran hispanos o latinos de cualquier raza.